# Urophyllum
Urophyllum – rodzaj roślin z rodziny marzanowatych (Rubiaceae). Obejmuje od 119 do ok. 150 gatunków. Rośliny te występują w południowej Azji.

## Morfologia
PokrójRośliny drzewiaste – drzewa i krzewy.
LiścieNaprzeciwległe, często dwurzędowe. Przylistki trwałe lub odpadające.
KwiatyZwykle obupłciowe, rzadziej jednopłciowe. Zebrane po kilka–kilkanaście w wyrastające w kątach liści kwiatostany główkowate, wierzchotkowe lub baldachy. Kwiaty siedzące lub szypułkowe, pozbawione są lub wsparte przysadkami. Kielich zwykle z 5 ząbkami (rzadziej 4, 6 lub 7). Korona kolista lub lejkowata, z krótką rurką, biała lub żółta. Zwykle skórzasta i owłosiona wewnątrz. Z taką samą liczbą płatków jak działek w kielichu i pręcików. Pręciki schowane wewnątrz korony lub z niej wystające, na krótkich nitkach. Zalążnia zwykle 5-komorowa, czasem powstaje z 4, 6 lub 7 owocolistków. W każdej z komór rozwijają się liczne zalążki. Szyjka słupka często zgrubiała u nasady, zakończona 3- do 8-łatowym znamieniem.
OwoceJagody mięsiste, kulistawe do owalnych, białe, pomarańczowe, żółte lub czerwone. Zawierają liczne drobne, kulistawe nasiona.

## Systematyka
Pozycja systematyczna według APweb (aktualizowany system APG III z 2009)
Jeden z rodzajów roślin z rodziny marzanowatych (Rubiaceae) z rzędu goryczkowców (Gentianales). W obrębie rodziny reprezentuje podrodzinę Rubioideae i plemię Urophylleae.
Wykaz gatunków
- Urophyllum acuminatissimum  Merr.
- Urophyllum aequale Craib
- Urophyllum andamanicum King & Gamble
- Urophyllum angustifolium Valeton
- Urophyllum arboreum (Reinw. ex Blume) Korth.
- Urophyllum argenteum Pit.
- Urophyllum assahanicum (Bremek.) Smedmark & B.Bremer
- Urophyllum attenuatum Valeton
- Urophyllum bataanense Elmer
- Urophyllum bismarckii-momi s Valeton
- Urophyllum blumeanum (Wight) Hook.f.
- Urophyllum borneense Miq.
- Urophyllum bracteolatum Ridl.
- Urophyllum britannicum Wernham
- Urophyllum bullatum Ridl.
- Urophyllum calycinum Valeton
- Urophyllum capitatum Valeton
- Urophyllum capituliflorum Valeton
- Urophyllum capituligerum Ridl.
- Urophyllum castaneum Ridl.
- Urophyllum caudatum Merr.
- Urophyllum cephalotes Ridl.
- Urophyllum ceylanicum (Wight) Thwaites
- Urophyllum chinense Merr. & Chun
- Urophyllum chlamydanthum (Bremek.) Smedmark & B.Bremer
- Urophyllum clemensiorum Smedmark & B.Bremer
- Urophyllum coffeoides (Bremek.) Smedmark & B.Bremer
- Urophyllum congestiflorum Ridl.
- Urophyllum corniculatum (Bremek.) Smedmark & B.Bremer
- Urophyllum corymbosum (Blume) Korth.
- Urophyllum crassum Craib
- Urophyllum curtisii King ex M.R.Hend.
- Urophyllum cyphandrum Stapf
- Urophyllum deliense (Bremek.) Smedmark & B.Bremer
- Urophyllum ellipticum (Wight) Thwaites
- Urophyllum elliptifolium Merr.
- Urophyllum elmeri (Bremek.) Smedmark & B.Bremer
- Urophyllum elongatum (Korth.) Miq.
- Urophyllum endertii (Bremek.) Smedmark & B.Bremer
- Urophyllum enneandrum (Wight) Ridl.
- Urophyllum ferrugineum King & Gamble
- Urophyllum fuscum Craib
- Urophyllum glaucescens Valeton
- Urophyllum glomeratum Valeton
- Urophyllum grandiflorum Valeton
- Urophyllum grandifolium Ridl.
- Urophyllum griffithianum (Wight) Hook.f.
- Urophyllum heteromerum K.Schum.
- Urophyllum hexandrum Kuntze
- Urophyllum hirsutum (Wight) Hook.f.
- Urophyllum holectomium (Bremek.) Smedmark & B.Bremer
- Urophyllum johannis-winkle ri Merr.
- Urophyllum kinabaluense (Bremek.) Smedmark & B.Bremer
- Urophyllum korthalsii Miq.
- Urophyllum lanaense (Merr.) Smedmark & B.Bremer
- Urophyllum lasiocarpum Ridl.
- Urophyllum lecomtei Pit.
- Urophyllum leucocarpum (Bremek.) Smedmark & B.Bremer
- Urophyllum leucophlaeum Ridl.
- Urophyllum leytense Merr.
- Urophyllum lineatum Stapf
- Urophyllum longidens Stapf
- Urophyllum longifolium (Wight) Hook.f.
- Urophyllum longipes Craib
- Urophyllum longipetalum Ridl.
- Urophyllum macrophyllum (Blume) Korth.
- Urophyllum macrurum (Bremek.) Smedmark & B.Bremer
- Urophyllum magnifolium (Bremek.) Smedmark & B.Bremer
- Urophyllum maingayi (King & Gamble) Smedmark & B.Bremer
- Urophyllum melanocarpum Ridl.
- Urophyllum memecyloides (C.Presl) Vidal
- Urophyllum micranthum Miq.
- Urophyllum mindorense Merr.
- Urophyllum minutiflorum Merr.
- Urophyllum moluccanum Miq.
- Urophyllum motleyi Ridl.
- Urophyllum neriifolium Ridl.
- Urophyllum nigricans Wernham
- Urophyllum oblongum Craib
- Urophyllum oligophlebium Merr.
- Urophyllum olivaceum Craib
- Urophyllum opacum (Bremek.) Smedmark & B.Bremer
- Urophyllum pallidum Merr.
- Urophyllum panayense Merr.
- Urophyllum paniculatum Ridl.
- Urophyllum parviflorum F.C.How ex H.S.Lo
- Urophyllum parvistipulum (Bremek.) Smedmark & B.Bremer
- Urophyllum peltistigma Miq.
- Urophyllum pilosum Ridl.
- Urophyllum platyphyllum Elmer
- Urophyllum polyneurum Miq.
- Urophyllum porphyraceum (Mart. ex Rosenthal) Baill.
- Urophyllum pubescens Valeton
- Urophyllum rahmatii Merr.
- Urophyllum reticulatum Elmer
- Urophyllum rostratum Valeton
- Urophyllum rufescens (Bremek.) Smedmark & B.Bremer
- Urophyllum salicifolium Stapf
- Urophyllum sandahanicum (Bremek.) Smedmark & B.Bremer
- Urophyllum schmidtii C.B.Clarke
- Urophyllum sessiliflorum Ridl.
- Urophyllum sintangense (Bremek.) Smedmark & B.Bremer
- Urophyllum streptopodium Wall. ex Hook.f.
- Urophyllum strigosum (Blume) Korth.
- Urophyllum subanurum Stapf
- Urophyllum subglabrum Merr.
- Urophyllum talangense Craib
- Urophyllum tonkinense Pit.
- Urophyllum trifurcum H.Pearson ex King
- Urophyllum tsaianum F.C.How ex H.S.Lo
- Urophyllum umbelliferum Valeton
- Urophyllum umbellulatum Miq.
- Urophyllum urdanetense Elmer
- Urophyllum villosum Jack ex Wall.
- Urophyllum vulcanicum Ridl.
- Urophyllum wichmannii Valeton
- Urophyllum wollastonii Wernham
- Urophyllum woodii Merr.
- Urophyllum yatesii Ridl.